# 월간 모닝 Two
월간 모닝 Two(月刊モーニングtwo げっかんモーニングツー[*], Monthly Morning Two)는 고단샤(강담사)에서 발행되는 일본의 월간 청년 만화 잡지로 2006년 8월 10일 창간되었으며 2008년 5월 22일에 월간지로서 재창간되었다. 자매지로는 모닝, 이브닝, 주간 영 매거진, 월간 영 매거진이 있으며 발매일은 매월 22일.